# Héctor Lavoe
Héctor Lavoe, né Héctor Juan Pérez Martinez à Ponce (Porto Rico), était un chanteur de salsa très connu dans les années 1970 et les années 1980.
Son nom est fréquemment associé à celui du tromboniste Willie Colón. Grâce à sa voix perchée (qui ressemblait à celle d'un jeune homme), son excellent sens du timing et son phrasé, Lavoe est considéré par beaucoup de fans de musique latine comme un des meilleurs chanteurs salsa de tous les temps, et il est surnommé El cantante de los cantantes (Le chanteur des chanteurs).

## Biographie
Son père, Luis Pérez, a chanté et  joué de la guitare avec des orchestres et trios locaux et a donné ses premières leçons de musique au jeune Héctor. Plus tard il a  suivi l'École libre (gratuite) de musique de Ponce.
À 14 ans, Héctor a commencé à chanter professionnellement avec un orchestre de 10 musiciens dans un club local.
Le 3 mai 1963, à 16 ans, Lavoe part à New York, où il a trouvé du travail avec un sextet. Lavoe a rencontré Willie Colón en juin 1966 et est devenu le chanteur principal du groupe de ce dernier.
Leur partenariat était très réussi ; entre 1967 et 1975, les deux ont enregistré une douzaine d'albums, produisant beaucoup de chansons à succès devenues des classiques de la salsa.
Après la séparation de l'orchestre, Colón a produit un certain nombre d'albums couronnés de succès de Lavoe :
- La Voz (1975) (l'impresario Arturo Francis a surnommé Hector La voz (La voix) Lavoe, en s'inspirant du surnom de Felipe "La Voz" Rodriguez),
- Recordando a Felipe Pirela (1979)
- El Sabio (1980)
- Que sentimiento (1981)
- Vigilante (1983)
- Strikes back (1987).

Lavoe était aussi un membre de la Fania All-Stars et il a enregistré avec eux entre 1968 et 1988.
Il est mort du SIDA le 29 juin 1993, à 46 ans seulement.
Une comédie musicale de Broadway Quien mato a Héctor Lavoe a retracé sa vie de même que le film El Cantante où Marc Anthony interprète son rôle (et Jennifer Lopez, mariée à Marc à cette époque, le rôle de la femme d'Héctor Lavoe).
De même en 2011 Antony Felton lui rend hommage à travers le film The King Hector Lavoe.

## Discographie
- 1967 : El Malo -  Willie Colón
- 1968 : The Hustler - Willie Colón
- 1969 : Guisando - Willie Colón
- 1971 : Cosa nuestra - Willie Colón
- 1971 : Asalto navideño - Willie Colón
- 1972 : El Juicio  - Willie Colón
- 1973 : Asalto navideño Vol. 2 - Willie Colón
- 1973 : Lo Mato - Willie Colón
- 1975 : La V oz - Héctor Lavoe
- 1976 : The Good, The Bad & The Ugly - Willie Colón
- 1976 : De ti depende - Héctor Lavoe
- 1978 - Comedia - Héctor Lavoe
- 1979 : Recordando a Felipe Pirela - Héctor Lavoe
- 1979 : Feliz Navidad - Héctor Lavoe
- 1980 : El Sabio - Héctor Lavoe
- 1981 : Qué sentimiento - Héctor Lavoe
- 1983 : Vigilante - Willie Colón
- 1985 : Reventó - Héctor Lavoe
- 1987 : Strikes back  - Héctor Lavoe
- 1989 : The Master & The Protege - Héctor Lavoe & Van Lester
- Live - Héctor Lavoe